# Exalcidion
Exalcidion es un género de escarabajos longicornios de la tribu Acanthocinini.

## Especies
- Exalcidion carenatum Monné, 1990
- Exalcidion tetracanthum Monné & Delfino, 1981
- Exalcidion tetramaston (White, 1855)